# Пармели (Јужна Дакота)
Пармели (енгл. Parmelee) насељено је место без административног статуса у америчкој савезној држави Јужна Дакота.

## Демографија
По попису из 2010. године број становника је 562, што је 88 (-13,5%) становника мање него 2000. године.
| Група             | 2000.     | 2010.    |
| Белци             | 15 (2,3%) | 6 (1,1%) |
| Афроамериканци    | 0 (0,0%)  | 0 (0,0%) |
| Азијати           | 0 (0,0%)  | 0 (0,0%) |
| Хиспаноамериканци | 2 (0,3%)  | 5 (0,9%) |
| Укупно            | 650       | 562      |